# بيلي هايز (نقابي)
بيلي هايز (بالإنجليزية: Billy Hayes)‏ هو نقابي بريطاني، ولد في 8 يونيو 1953 في ليفربول في المملكة المتحدة.